# Малый нотура
Малый нотура, или малая нотура (лат. Nothura minor), — вид птиц из семейства тинаму, встречающиеся в низменных сухих лугах в субтропических и тропических районах юго-восточной части Южной Америки.

## Таксономия
Подвидов не выделяют. Все тинаму относятся к инфраклассу бескилевых. В отличие от других бескилевых, тинаму могут летать, хоть и плохо. Все бескилевых образовались из доисторических летающих птиц, и тинаму — ближайшие родственники этих птиц.

## Описание
Длина малого нотуры составляет примерно 18—20 см. Малый нотура имеет каштановую корону[уточнить] и желтую крапинку. На горле оттенки жёлтого, а тёмно-коричневые пятна превращаются в прожилки на груди. На боках коричневые пятна, а нижние части — каштановые с рыжими полосами, крылья рыжие с тёмными полосами. Ноги жёлтые, клюв чёрный, радужка коричневая.

## Места обитания и ареал
Малый нотура обитает на низменности на высоте от 200 до 1000 м над уровнем моря в субтропических или тропических районах на сухих лугах. Этот тинаму можно встретить также в сухих кустарниках и саваннах.
Малый нотура встречается в некоторых частях юго-восточной Бразилии и в одном месте на восточно-центральной части Парагвая. Вид был обнаружен в Национальном парке Бразилиа, Биологическом заповеднике IBGE Roncador и Тагуатинге в Федеральном округе, Национальном парке Эмас и Лузиании в Гоясе, в национальном парке Серра-да-Канастра и национальном парке Серра-ду-Сипо в Минас-Жерайс, на экспериментальной станции Итапетининга и на экспериментальной станции Итаппина в Сан-Паулу и в Лагуне-Бланка.